# Tadeusz Gawin (działacz polonijny)
Tadeusz Gawin (ur. 3 lipca 1951 w Łosośnie koło Grodna) – publicysta i działacz polskiej mniejszości narodowej na Białorusi, współzałożyciel i pierwszy przewodniczący Związku Polaków na Białorusi (1990–2000). Obecnie prezes honorowy ZPB i działacz opozycji demokratycznej na Białorusi.

## Życiorys
W 1972 ukończył Wyższą Szkołę Oficerską Wojsk Łączności w Orle. Dziesięć lat później został absolwentem Wojskowej Akademii Łączności w Leningradzie. W 2008 uzyskał na Wydziale Historyczno-Pedagogicznym Uniwersytetu Opolskiego stopień doktora nauk humanistycznych w zakresie historii na podstawie pracy poświęconej historii Związku Polaków na Białorusi.
W latach 1969–1991 odbywał służbę w radzieckich Wojskach Ochrony Pogranicza. Przez wiele lat służył na Dalekim Wschodzie, a od 1987 do 1991 pełnił obowiązki szefa łączności jednostki radzieckich wojsk pogranicznych w Grodnie. Odszedł z wojska w stopniu podpułkownika.
W latach 1988–1990 był prezesem Polskiego Kulturalno-Oświatowego Stowarzyszenia im. Adama Mickiewicza. Od 1990 do 2000 pełnił obowiązki przewodniczącego Związku Polaków na Białorusi. Na początku lat 90. XX wieku był doradcą ds. narodowościowych przewodniczącego Rady Najwyższej Stanisława Szuszkiewicza. Po objęciu władzy w przez Aleksandra Łukaszenkę w 1994 opowiedział się po stronie opozycji demokratycznej i wraz z przedstawicielami wszystkich liczących się ugrupowań opozycyjnych podpisał się pod Kartą 97, w której zawarto ideę wolnej i demokratycznej Białorusi. Organizował protesty w Grodnie i w Mińsku w przeciwko likwidacji w białoruskich szkołach klas z językiem polskim (1999), a następnie przeciwko innym naruszeniom zasad demokracji w kraju, za co był kilkakrotnie aresztowany i karany grzywnami.
W 1995 startował w wyborach do Rady Najwyższej Białorusi XIII kadencji w okręgu nr 127 w Grodnie. W trzech turach otrzymał największą liczbę głosów, jednak wycofał się przed ostateczną rozgrywką.

## Wybrane publikacje
- Ojcowizna: (pamiętniki – 1987–1993): odrodzenie polskości na Białorusi, Fundacja Pomocy Szkołom Polskim na Wschodzie im. Tadeusza Goniewicza, Grodno–Lublin 1993
- Zwycięstwa i porażki. Odrodzenie polskości na Białorusi w latach 1987-2000, Białystok 2003
- Polska mniejszość narodowa na Białorusi 1988–2009. Ocena minionego dwudziestolecia, Białystok 2009 (red. wsp. ze Zdzisławem J. Winnickim)
- Polska mniejszość narodowa na Białorusi. Związek Polaków na Białorusi w 20-lecie działalności, Białystok 2010 (red. wsp. ze Zdzisławem J. Winnickim)
- Polskie odrodzenie na Białorusi 1988–2005, Białystok 2010